# Unplugged (album de Neil Young)
Pour les articles homonymes, voir Unplugged.
Albums de Neil Young
Lucky Thirteen
(1993) Sleeps with Angels
(1994)
Singles
1. The Needle and the Damage Done (live)
Sortie : 1993
2. Long May You Run (live)
Sortie : 1993

Unplugged est un album live de Neil Young, sorti le 15 juin 1993 sur le label Reprise Records et produit par David Briggs. Il s'agit d'un enregistrement pour la série de MTV, MTV Unplugged enregistré le 7 février 1993 au studio Universal de Los Angeles.

## Liste des titres
Toutes les compositions sont de Neil Young et proviennent de sa carrière en solo sauf indications.
| No  | Titre                                   | de l'album                      | Durée |
| --- | --------------------------------------- | ------------------------------- | ----- |
| 1.  | The Old laughing Lady                   | Neil Young, 1969                | 5:15  |
| 2.  | Mr. Soul (Buffalo Springfield)          | Buffalo Springfield Again, 1967 | 3:54  |
| 3.  | World On a String                       | Tonight's the Night, 1975       | 3:02  |
| 4.  | Pocahontas                              | Rust Never Sleeps, 1979         | 5:06  |
| 5.  | Stringman                               | titre inédit                    | 4:01  |
| 6.  | Like a Hurricane                        | American Stars 'n Bars, 1977    | 4:44  |
| 7.  | The Needle and the Damage Done          | Harvest, 1972                   | 2:52  |
| 8.  | Helpless (Crosby, Stills, Nash & Young) | Déjà Vu, 1970                   | 5:48  |
| 9.  | Harvest Moon                            | Harvest Moon, 1992              | 5:20  |
| 10. | Transformer Man                         | Trans, 1982                     | 3:36  |
| 11. | Unknow Legend                           | Harvest Moon, 1992              | 4:47  |
| 12. | Look Out for My Love                    | Comes a Time, 1978              | 5:57  |
| 13. | Long May You Run (Stills-Young Band)    | Long May You Run, 1976          | 5:22  |
| 14. | From Hank to Hendrix                    | Harvest Moon, 1992              | 5:51  |

Titres qui ont été joués pendant le concert mais qui ne figurent pas sur l'album.
- Sample and Hold
- Dreamin' Man
- War of Man
- Winterlong

## Musiciens
- Neil Young - guitare, harmonica, piano, harmonium, chant
- Nils Lofgren - guitare, autoharpe, accordéon, chant
- Ben Keith - dobro
- Spooner Oldham - piano, harmonium
- Tim Drummond - basse
- Oscar Butterworth - batterie
- Larry Cragg - broom sur Harvest Moon
- Nicolette Larson, Astrid Young - chœurs

## Charts & certifications

### Album
Charts
| Pays                                 | Durée du classement | Meilleur classement | Date            |
| ------------------------------------ | ------------------- | ------------------- | --------------- |
| Allemagne (GfK Entertainment)        | 17 semaines         | 31e                 | 16 août 1993    |
| Australie (ARIA Charts)              | 12 semaines         | 19e                 | 1er août 1993   |
| Autriche (Ö3 Austria Top 40)         | 7 semaines          | 13e                 | 25 juillet 1993 |
| Canada (RPM)                         | 21 semaines         | 10e                 | 10 juillet 1993 |
| Écosse (Scottish Album Chart)        | 1 semaine           | 91e                 | 3 avril 1994    |
| États-Unis (Billboard 200)           | 18 semaines         | 23e                 | 3 juillet 1993  |
| France (SNEP)                        | 2 semaines          | 38e                 | 11 juillet 1993 |
| Italie (FIMI)                        | 1 semaine           | 25e                 | 5 mai 1993      |
| Norvège (VG-lista)                   | 11 semaines         | 5e                  | 28 juin 1993    |
| Nouvelle-Zélande (RMNZ Albums Top40) | 8 semaines          | 16e                 | 11 juillet 1993 |
| Pays-Bas (MegaCharts)                | 13 semaines         | 17e                 | 24 juillet 1993 |
| Royaume-Uni (UK Albums Chart)        | 14 semaines         | 4e                  | 20 juin 1993    |
| Suède (Sverigetopplistan)            | 6 semaines          | 8e                  | 30 juin 1993    |
| Suisse (Schweizer Hitparade)         | 3 semaines          | 25e                 | 8 août 1993     |

Certifications
| Pays        | Certification | Ventes    | Date              |
| ----------- | ------------- | --------- | ----------------- |
| Australie   | Or            | 35 000 +  | 1996              |
| Belgique    | Or            | 20 000 +  | 3 septembre 2005  |
| États-Unis  | Or            | 500 000 + | 16 novembre 1993  |
| Royaume-Uni | Or            | 100 000 + | 1er novembre 1993 |

### Single
| Single                                | Chart                    | Durée du classement | Position | Date            |
| ------------------------------------- | ------------------------ | ------------------- | -------- | --------------- |
| Long May You Run (Live)               | (Mainstream Rock Tracks) | 4 semaines          | 34e      | 17 juillet 1993 |
| Long May You Run (Live)               | (RPM Top Singles)        | 18 semaines         | 28e      | 7 août 1993     |
| The Needle and the Damage Done (Live) | (UK Singles Chart)       | 1 semaine           | 75e      | 11 juillet 1993 |